# Єршово (Калінінградська область)
Єршово (рос. Ершово) — селище Гвардійського міського округу, Калінінградської області Росії. Входить до складу Зоринського сільського поселення.
Населення — 69 осіб (2015 рік).

## Населення
| 2002 | 2010 |
| ---- | ---- |
| 108  | ↘69  |